# تاقه دار (تک درخت)
تاقه دار (تک درخت) مربوط به هزاره دوم و اول قبل از میلاد است و در شهرستان سقز، بخش سرا، روستای سرچشمه واقع شده و این اثر در تاریخ ۵ آذر ۱۳۸۰ با شمارهٔ ثبت ۴۴۶۷ به‌عنوان یکی از آثار ملی ایران به ثبت رسیده است.